# International Ski Mountaineering Federation
Die International Ski Mountaineering Federation (ISMF) mit Sitz in Lausanne ist der internationale Dachverband im Skibergsteigen und Mitglied bei Sportaccord. Er ersetzte 2008 das International Council for Ski Mountaineering Competitions (ISMC) und richtet seither Wettkämpfe im Skibergsteigen aus. 44 nationale Verbände sind Mitglied in der ISMF.